# Testament de Lenin
El Testament de Lenin és el nom donat a un document redactat per Vladímir Lenin durant les darreres setmanes de 1922 i la primera de 1923. En aquest document, Lenin proposava canvis en l'estructura dels cossos de govern soviètics. També feia diversos comentaris sobre els líders soviètics i suggeria que Ióssif Stalin havia de ser substituït del seu càrrec de Secretari General del Comitè Central del Partit Comunista de la Unió Soviètica.

## Història del document

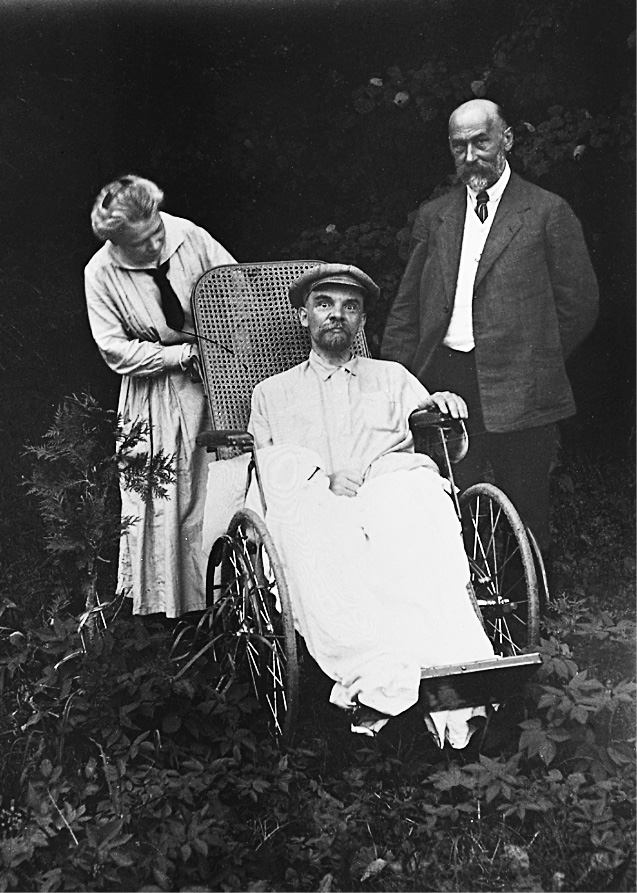
Darrera fotografia de Lenin

Lenin volia que el seu testament fos llegit en el XII Congrés del Partit Comunista de la Unió Soviètica, que havia de celebrar-se a l'abril de 1923. Malgrat això, després del tercer infart de Lenin al març de 1923, aquest quedà paralitzat i incapaç de parlar, i el seu testament va ser guardat en secret per la seva espoa, Nadejda Krupskaia, amb l'esperança que Lenin es recuperés. No va ser fins a la mort de Lenin, el 21 de gener de 1924, en què lliurà el document al Secretariat del Comitè Central del Partit i demanà que els delegats del XIII Congrés, a celebrar al maig de 1924, disposessin d'ell.
El testament de Lenin presentava el triumvirat governant (format per Ióssif Stalin, Grigori Zinóviev i Lev Kàmenev) com un dilema incòmode. Per un costat, ells haguessin preferit la supressió del testament, car era crític vers ells així com per al seu aliat Nikolai Bukharin i els seus adversaris, Lev Trotsky i Georgi Piatakov. Tot i que els comentaris de Lenin perjudicaven a tots els líders comunistes, Stalin cregué que només prendrien en consideració el suggeriment de retirar-lo del seu càrrec com a Secretari General del Comitè Central.
Per un altre costat, el lideratge del Partit no s'atreví a anar directament contra els desigs de Lenin quan feia tan poc que havia mort, especialment quan la seva vídua insistia que aquests havien de ser presos en consideració. El lideratge del Partit a més es trobava enmig d'una lluita pel seu control, amb la facció governant consistent en grups aliats que ben aviat se separarien, la qual cosa hagués dificultat amagar-lo.
El compromís final adoptat per la troika i pel Consell dels Savis del XIII Congrés, després que Kàmenev hagués llegit el document va ser que els delegats disposessin del testament, però sota les següents condicions: 
- el testament seria llegit als representants del Partit de cada delegació regional per separat
- no es permetria prendre notes
- no es podrien fer referències al testament durant la reunió plenària del Congrés.

Aquestes van ser fer públiques per primera vegada en un pamflet publicat per Trotsky el 1934 i confirmades per documents fets públics durant i després de la glàsnost. La proposta va ser adoptada per una majoria de vots, tot i les objeccions de Kurpskaia. Com a resultat, el testament no va tenir l'efecte que Lenin havia esperat, i Stalin va retenir el seu càrrec de Secretari General.
El fracàs en aconseguir que el testament tingués una difusió més àmplia al Partit va ser un punt de contenció durant la lluita entre l'Oposició d'esquerra i la facció Stalin-Bukharin entre 1924 i 1927. Sota la pressió de l'oposició, Stalin va haver de tornar a llegir el document a la reunió del Comitè Central del juliol de 1926. El 1927 s'imprimí una versió editada del testament en una edició limitada que va lliurar-se als delegats del XV Congrés. El cas perquè el testament fos disponible de manera més àmplia va ser determinat per consens al lideratge del Partit, car si s'imprimia públicament podria haver danyat tot el partit.
El text del testament i el fet que fos ocultat va ser ràpidament conegut a l'oest, especialment després de les circumstàncies al voltant de la controvèrsia descita per Max Eastman a "Des que Lenin va morir" (1925). El lideratge soviètic denuncià la narració d'Eastman i usà la disciplina de partit per fer que Trotsky, llavors encara membre del Politburó, escrigués un article negant la versió dels fets segons l'explicava Eastman. El 1926, el New York Times publicà la versió íntegra del text del testament, traduït a l'anglès.
Per quan Stalin havia consolidat la seva posició com a líder inqüestionat del Partit Comunista de la Unió Soviètica a finals de la dècada de 1920, totes les referències al testament de Lenin van ser considerades com agitació antisoviètica i mereixedores de càstig. La negació de l'existència del Testament de Lenin va ser un dels esculls dins de la historiografia soviètica fins a la mort de Stalin el 1953. Després de la denúncia de Stalin que Khrusxov va fer durant el XX Congrés del Partit el 1956, el document va ser finalment publicat de manera oficial pel govern soviètic.

## Documents relatius
Aquest terme no s'ha de confondre amb de Testament Polític de Lenin, terme usat en el leninisme per referir-se a una sèrie d'articles i cartes dictades per Lenin durant la seva malaltia sobre com s'havia de continuar la construcció de l'estat soviètic. Tradicionalment s'inclouen els següents treballs:
- Una carta al congrés, "Письмо к съезду"
- Sobre l'assignació de funcions legislatives pel Gosplan,"О придании законодательных функций Госплану"
- Sobre l'afer de les nacionalitats o l'autonomització',"К 'вопросу о национальностях' или об 'автономизации' "
- Pàgines del diari, "Странички из дневника"
- Sobre la cooperació, "О кооперации"
- Sobre la nostra revolució, "О нашей революции"
- Com reorganitzarem el Rabkrin,"Как нам реорганизовать Рабкрин"

## Contingut del Darrer Testament de Lenin
La carta constitueix una crítica al govern soviètic, advertint dels perill i fent suggeriment per al futur. Alguns d'aquests suggeriments incloïen incrementar la mida del Comitè Central del Partit, donant al Comitè de Planificació de l'Estat poders legislatius i canviant la política sobre les nacionalitats que havia estat implementada per Stalin.
Criticava tant a Stalin com a Trotsky:
El camarada Stalin, havent esdevingut Secretari General, té una autoritat sense límits concentrada a les seves mans, i no estic segur que sempre sigui capaç d'usar aquest poder amb la suficient prudència. El camarada Trotsky, per l'altre costat, mentre que la seva lluita amb el Comitè Central per la qüestió del Comissariat del Poble de Comunicacions ha estat ja provada, es distingeix no només per la seva destacada habilitat. És personalment potser la persona més capaç de l'actual comitè central, però ha demostrat massa assegurança en si mateix i mostra una excessiva preocupació amb el costat purament administratiu del treball.
Aquestes dues qualitats dels dos líders més destacats de l'actual comitè central podrien conduir-nos a una divisió sense que ens adonesim, i si el nostre Partit no pren mesures per evitar-ho, la divisió podria arribar inesperadament.
Lenin creia que Stalin tenia més poder del que sabria emprar, i que seria perillós si aconseguia succeir-lo. En una nota a peu de pàgina escrita setmanes després, Lenin recomanava la retirada de Stalin del càrrec de Secretari General del Partit:
Stalin és massa rude i aquest defecte, tot i que tolerable en el nostre mitjà i en el tracte entre nosaltres els comunistes, esdevé intolerable en un Secretari General. És per això que suggereixo que els camarades pensin en alguna manera d'eliminar a Stalin del càrrec i de nomenar a algú altre que es diferenciï del camarada Stalin, que sigui més tolerant, més lleial, més polític i més considerat cap als camarades, menys capriciós, etc. Aquesta circumstància pot semblar un detall negligible, però crec que des del punt de vista de les salvaguardes contra una divisió i des del punt sobre el que escric sobre la relació entre Stalin i Trotsky aquest no és un detall menor, però és un detall que pot assumir una importància decisiva.
Pel poder de Trotsky, Lenin argumentava el significat del poder administratiu davant de la influència políticaal Partit i senyalava que Lenin havia acusat a Stalin d'una manca de lleialtat.
El 30 de desembre de 1922, a l'article Sobre l'afer de les nacionalitats o l'autonomització, Lenin criticava les accions de Fèliks Dzerjinski, Grigori Ordjonikidze i de Stalin en l'anomenat Afer Georgià, acusant-los de xauvinisme cap a la Gran Rússia.
Crec que s'ha tingut un paper fatal aquí per la pressa i per la impetuositat administrativa de Stalin i també pel seu enamorament de l'anomenat "nacionalisme-social". L'enamorament en política generalment i usualment juga el pitjor paper.
Lenin també criticà d'altres membres del Politburó. Va escriure que:
L'episodi d'octubre amb Zinóviev i Kàmenev (la seva oposició a prendre el poder a l'octubre de 1917) va ser, és clar, cap accident, però tampoc no se'ls pot culpar a ells personalment, igual que els no-bolxevics no poden fer-ho a Trotsky.
Finalment, criticava a dos joves líders bolxevics, Bukharin i Piatakov:
Segons la meva opinió, són les figures més destacades d'entre els joves, i cal tenir-los en consideració: Bukhrarin no és només el més millor teòric i el més valorable del Partit, és també el considerat amb raó el favorit del Partit, però les seves opinions teòriques poden ser classificades com a plenament marxistes només amb una gran reserva, car hi ha quelcom escolàstic en ell (mai no ha estudiat dialèctica i, penso, mai no l'ha acabat d'apreciar).
I pel que fa a Piatakov, és un inqüestionable home d'una voluntat i habilitat destacada, però mostra massa zel per l'administració, i el costat administratiu del treball no ha de convertir-se en un afer polític seriós.
Aquestes afirmacions, és clar, només estan fetes pel present, en l'assumpció que aquests dos destacats i devots treballadors del Partit no abandonaran qualsevol oportunitat per aprofundir el seu coneixement i modificar la seva unilateralitat.